# Le avventure del Capitano Alatriste
Le avventure del capitano Alatriste è una saga letteraria nata dalla fantasia dello scrittore Arturo Pérez-Reverte, che ruota attorno al personaggio letterario del capitano Diego Alatriste, spadaccino e soldato nella Spagna del XVII secolo.

## Trama
Il giovane Íñigo Balboa si reca a Madrid per raggiungere Diego Alatriste, compagno d'armi del padre. Insieme, i due vivranno molte avventure, sia nella città spagnola che nell'assedio di Breda, a Siviglia, a Napoli ed a Venezia, tra congiure ed intrighi di corte e tra le minacce dell'inquisizione.

## Libri
Pubblicati in Italia da Adriano Salani Editore:
- Capitano Alatriste (El capitán Alatriste) (1996)
- Purezza di sangue (Limpieza de sangre) (1997)
- Il sole di Breda (El sol de Breda) (1998)

Pubblicati in Italia da Marco Tropea Editore:
- L'oro del re (El oro del rey) (2000)
- Il cavaliere dal farsetto giallo (El caballero del jubón amarillo) (2003)
- Corsari di Levante  (Corsarios de Levante) (2006)
- Il Ponte degli Assassini  (El Puente de los Asesinos) (2012)

Sono annunciati come prossimi titoli:
- La venganza de Alquézar
- Misión en París

## Personaggi
- Diego Alatriste y Tenorio (León 1582 - Rocroi 1643), soldato di lunga data, vive a Madrid come spadaccino mercenario per "incarichi particolari", risolvibili spesso solo con la spada. Ha combattuto a Cartagena e nei Paesi Bassi, campagna militare in cui ricevette il soprannome di "Capitano", nonostante i suoi rifiuti ad essere promosso, si ferma a grado di sergente. Durante uno scontro a Napoli salvò la vita ad Álvaro de la Marca. Dopo essersi lì stabilito e sposato, tornò a Siviglia, ed in seguito a Madrid. Durante la guerra delle Fiandre vide morire l'amico Lope Balboa, e anni dopo prese in carico il figlio Íñigo. Appassionato di teatro, vive nella locanda ospitato da Caridad la Lebrijana.
- Íñigo Balboa y Aguirre (Oñate 1610 - Madrid?), figlio di Lope Balboa (1575 – 1621), viene accolto come paggio dal Capitano Alatriste. È un giovane brillante, che viene ben istruito; si innamora di Angélica de Alquézar. Il personaggio è il narratore delle storie.
- Francisco de Quevedo, famoso poeta, amico inseparabile di Alatriste e nemico giurato del letterato rivale Luis de Góngora, al quale dedica versi denigrativi e anonimi.
- Álvaro de la Marca, Conte di Guadalmedina, nobile membro della corte del re Filippo IV. In un'occasione, a Napoli, Alatriste gli salvò la vita.
- Gualterio Malatesta, spadaccino e sicario originario di Palermo, veste sempre di nero e trova in Alatriste un nemico mortale.
- Luis de Alquézar, segretario reale e alleato di frate Emilio Bocanegra.
- Angélica de Alquézar, nipote di singolare bellezza di Luis de Alquézar, è damigella della regina. Fa innamorare perdutamente Íñigo.
- Conte di Olivares, capo del governo spagnolo.
- Martín Saldaña, tenente delle guardie di Madrid, è un vecchio amico del Capitano.
- Caridad la Lebrijana, proprietaria dell'osteria "Taverna del Turco", luogo di riunione per Alatriste ed i suoi amici, vive innamorata del Capitano.
- Emilio Bocanegra, frate domenicano presidente del Santo Ufficio per l'Inquisizione Spagnola.
- Lope de Vega (1562–1635), scrittore e drammaturgo amatissimo e popolarissimo, soprannominato "la fenice degli ingegni".
- María de Castro, famosa attrice di teatro ed interprete preferita per mettere in scena le opere di Lope.
- Sebastian F. Copons (Huesca 1580 - Rocroi 1643), soldato compagno d'armi di Alatriste, si conobbero nel 1598, ed insieme parteciparono alla guerra delle Fiandre.

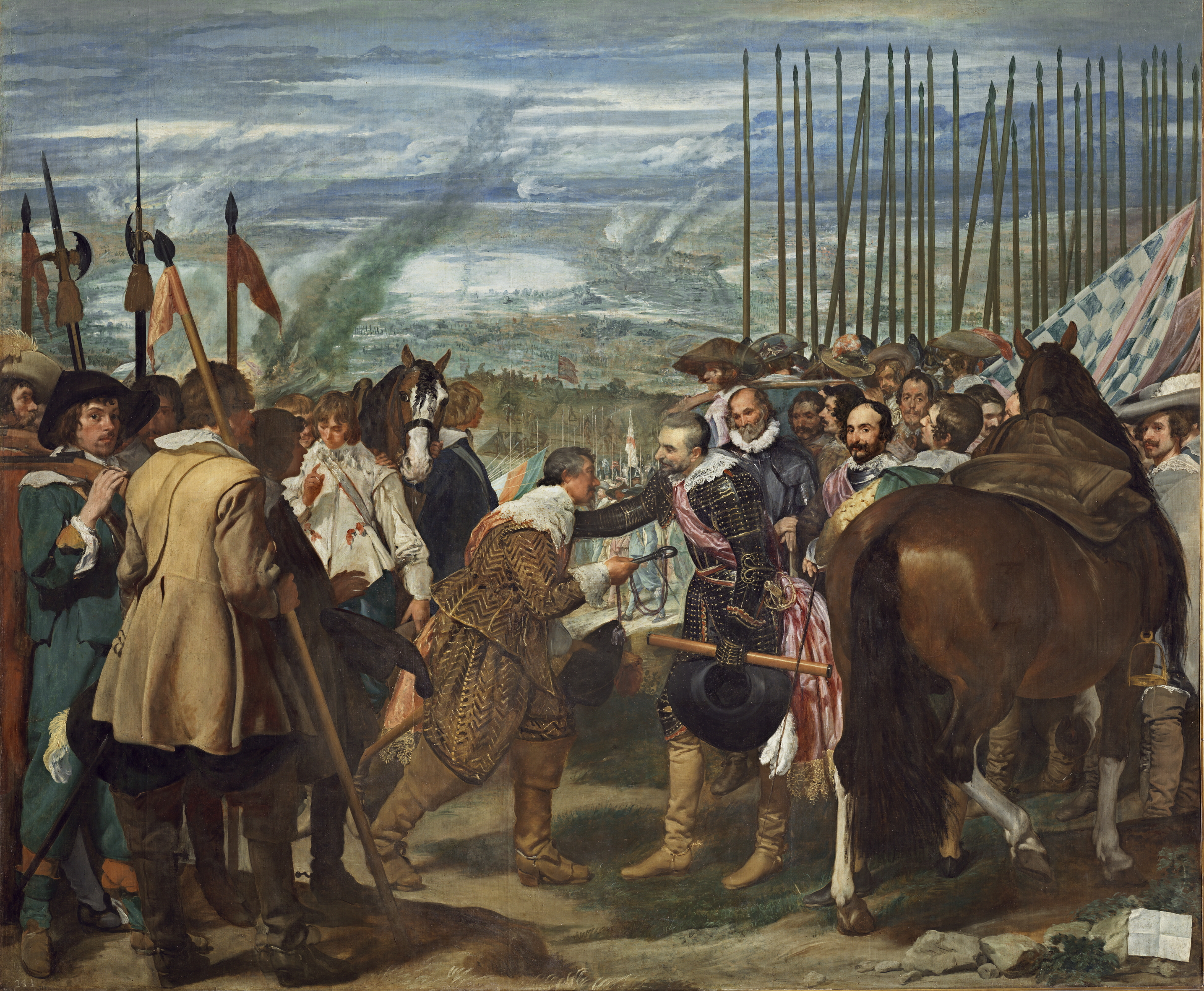
Velàzquez - Resa di Breda (1635) - Museo del Prado Madrid.

- Juan Vicuña

## Iconografia
Per la creazione delle caratteristiche fisiche del personaggio di Alatriste, l'autore si è ispirato ad uno dei personaggi (l'ultimo a destra, in primo piano, seminascosto da un cavallo) del quadro "La resa di Breda" di Diego Velázquez che, nella realtà, ha ritratto parecchi dei personaggi storici che compaiono nella saga. Peraltro anche il pittore compare brevemente, come personaggio di contorno, nel primo volume.

## Altri media
Nel 2004 la casa editrice Debolsillo ha pubblicato il primo libro della saga in versione a fumetti, a cura di Joan Mundet e Carlos Giménez.
Nel 2006 il regista Agustín Díaz Yanes ha trasposto in un film i primi libri, chiamando Viggo Mortensen come interprete per Il destino di un guerriero.
Nel 2015 viene trasmessa sul canale televisivo Telecinco una serie in 13 puntate che vede protagonisti Aitor Luna e Natasha Yarovenko.

## Citazioni
La band musicale Mägo de Oz ha dedicato al personaggio di Alatriste la canzone La cruz de Santiago, dell'album Finisterra (2002). Il testo racconta di un intrepido spadaccino, "Diego Cortés", che riceve una borsa con dell'oro per accompagnare un silenzioso pellegrino fino a Santiago di Compostela. Sul libretto del CD è presente la frase Gracias a Arturo Pérez-Reverte por su inspiración en este personaje. ¡¡No queda sino batirnos!! ("Grazie ad Arturo Pérez-Reverte per l'ispirazione per questo personaggio. Non ci resta che batterci!!").